# 決議
決議（けつぎ）とは、一般的には議決によって決まった結果を指すが、国会等の議決機関において特に「決議」というときは一定の問題についての議決機関の意思表示・意見表明を行うための形式について指す。

## 議決機関における決議
議決機関は法令上の根拠の有無を問わず一定の問題につき意思表示・意思表明を行うことができ、その場合に一般的に用いられる形式が決議である。

### 日本の国会
決議は法令上の根拠を有するものについては一定の法的効果が認められるが、そうでない場合には単に事実上の政治的・道義的な効力にとどまる。日本の国会においては衆議院による内閣不信任決議（日本国憲法第69条）以外は法的効果は認められない。なお、常任委員長については国会法に基づいて法的拘束力の認められる解任決議もなしうるが、議院自律権に基づく内部組織に関するものであり外部的な意思表示・意思表明としての決議とは性質を異にする。
なお、日本の普通地方公共団体の長の不信任について地方自治法は「決議」ではなく「議決」の文言を用いている（ただし、一般には「不信任決議」と称されている）。

### アメリカ連邦議会
アメリカ連邦議会における決議のうち共同決議（Joint Resolution）は立法形式の一つとして一般の法律と同様の効力が認められている。